# Isabel Laack
Isabel Laack (* 1977) ist eine deutsche Religionswissenschaftlerin und Hochschullehrerin.

## Leben
Laack studierte von 1998 bis 2004 Religionswissenschaft, Ethnologie, Musikwissenschaft, Altamerikanistik und Evangelische Theologie an der Universität Heidelberg und der Universität Bonn. Nach dem Abschluss als Magistra artium 2004 und der Promotion zur Dr. phil. in Religionswissenschaft im Jahr 2009 an der Universität Heidelberg war sie dort von 2009 bis 2012 wissenschaftliche Mitarbeiterin am Institut für Religionswissenschaft und im Sonderforschungsbereich 619 der Deutschen Forschungsgemeinschaft Ritualdynamik und von 2015 bis 2018 wissenschaftliche Mitarbeiterin am Institut für Religionswissenschaft. Zwischenzeitlich absolvierte sie von 2012 bis 2015 mit einem Marie Curie International Outgoing Fellowship einen Forschungsaufenthalt an der Harvard University.
2018 erfolgte die Habilitation mit Venia Legendi in Religionswissenschaft. 2020 vertrat sie die Professur für Missions-, Ökumene- und Religionswissenschaft an der Universität Hamburg und 2021 die Professur für Religionswissenschaft an der Universität Münster.
Seit 2022 ist sie Professorin für Religionswissenschaft und außereuropäische Religionsgeschichte am Institut für Religionswissenschaft der Universität Tübingen.
Ihre Forschungsschwerpunkte sind Gegenwartsreligiosität, Europäische Religionsgeschichte, mesoamerikanische Religionen, Indigenes Nordamerika, Religionsästhetik, Embodiment, Religion und Körper/Sinne, Religion und Musik, Religion und Visualität, Materiale Textpraxis, Religion und Medien, religiöse Identität und Diversität, Religion und Globalisierung, Religionskontakte, Hochschuldidaktik in der Religionswissenschaft und Methoden, Methodologie und Theorie der Religionswissenschaft als Kulturwissenschaft.